# Атропін
Атропі́н (лат. Atropinum) — алкалоїд, блокатор М-холінорецепторів, алкалоїд беладони, блекоти, дурману та деяких інших рослин родини пасльонових; одержаний синтетично.
Пригнічує реакцію багатьох органів і тканин на імпульси, що надходять парасимпатичними нервовими волокнами, а також їх чутливість до введеного ззовні ацетилхоліну.
Атропін зменшує секрецію залоз, викликає розслаблення гладеньких м'язів шлунка й кишок, бронхів, жовчних шляхів, колового м'яза райдужки, прискорює серцебиття, підвищує збудливість дихального центра.
Атропін оптично неактивний: складається з активного і малоактивного правообертального ізомерів. Фізіологічною дією володіє лише лівообертальний енантиомер (-)-гіосцинамін. Природним алкалоїдом, який міститься у рослинах, є гіосцинамін; при хімічному виділенні алкалоїду він в основному перетворюється на рацемічну форму — атропін.

## Хімічні властивості
Білий кристалічний порошок без запаху. Легко розчинний у воді та спирті, практично не розчинний у етерах. Топиться за температури 190°C із розкладанням. Розчини мають нейтральну реакцію; для стабілізації ін'єкційних розчинів додають розчин хлоридної кислоти pH 3,0–4,5, стерилізують за температури +100 °C протягом 30 хв. Атропін утворюється з гіосціаміну в результаті рацемізації за температури 114–116 °C, за вищої температури утворюється апотропін, який не має фармакологічної активності атропіну.

## Медичне використання

### Офтальмологія
Місцеве застосування атропіну використовується як циклоплегічний засіб, для тимчасового паралізу рефлексу акомодації, і як мідріатик, для розширення зіниць. Атропін руйнується повільно, як правило, зникає протягом 7-14 днів, тому його зазвичай використовують як терапевтичний мідріатик, тоді як тропікамід (холінергічний антагоніст короткої дії) або фенілефрин (α-адренергічний агоніст) є кращими як допоміжні засоби при офтальмологічному обстеженні.
При рефракційній та акомодаційній амбліопії, коли оклюзія не підходить, іноді дають атропін, щоб викликати розмиття в здоровому оці. Докази свідчать про те, що пеналізація атропіну так само ефективна, як і оклюзія, для покращення гостроти зору.  Антимускаринові місцеві препарати ефективні для уповільнення прогресування короткозорості у дітей; труднощі акомодації та сосочки та фолікули є можливими побічними ефектами. Усі дози атропіну виявляються однаково ефективними, тоді як вищі дози мають сильніші побічні ефекти. Таким чином, нижча доза 0,01% зазвичай рекомендована через меншу кількість побічних ефектів і потенційне менше погіршення відскоку після припинення прийому атропіну.

### Кардіологія
Ін'єкції атропіну використовуються для лікування симптоматичної або нестабільної брадикардії.
У минулому атропін був включений у міжнародні настанови з реанімації для використання при зупинці серця, пов’язаній з асистолією та електромеханічною дисоціацією, але був вилучений з цих настанов у 2010 році через відсутність доказів його ефективності. Для симптоматичної брадикардії звичайна доза становить від 0,5 до 1 мг внутрішньовенно; це можна повторювати кожні 3-5 хвилин до загальної дози 3 мг (максимум 0,04 мг/кг).
Атропін також використовувався для запобігання низькому пульсу під час інтубації дітей; однак докази не підтверджують це використання.

### Вплив на виділення
Дія атропіну на парасимпатичну нервову систему пригнічує роботу слинних і слизових залоз. Препарат також може пригнічувати потовиділення через симпатичну нервову систему. Це може бути корисним для лікування гіпергідрозу та може запобігти передсмертному хрипу вмираючих пацієнтів. Незважаючи на те, що FDA офіційно не призначив атропін для жодної з цих цілей, лікарі використовували його для цих цілей.

### Використання при отруєннях
Атропін не є справжнім антидотом при отруєнні фосфорорганічними сполуками. Проте, блокуючи дію ацетилхоліну на мускаринові рецептори, атропін також служить для лікування отруєнь фосфорорганічними інсектицидами та нервово-паралітичними речовинами, такими як табун, зарин, зоман і VX. Війська, які, ймовірно, будуть атаковані із застосуванням хімічної зброї, часто мають автоін’єктори з атропіном і оксимом для швидкого введення в м’язи стегна. У розвиненому випадку отруєння нервово-паралітичними газами бажана максимальна атропінізація. Атропін часто використовують у поєднанні з оксимом хлоридом пралідоксиму.
Деякі з нервово-паралітичних речовин атакують і руйнують ацетилхолінестеразу шляхом фосфорилювання, тому дія ацетилхоліну стає надмірною і тривалою. Пралідоксим (2-PAM) може бути ефективним проти отруєння органофосфатами, оскільки він може повторно розщеплювати це фосфорилювання. Атропін можна використовувати для зменшення ефекту отруєння шляхом блокування мускаринових ацетилхолінових рецепторів, які в іншому випадку були б надмірно стимульовані через надмірне накопичення ацетилхоліну.
Атропін або димедрол можна використовувати для лікування інтоксикації мускарином.[потрібна цитата]
Атропін додавали в сільнички в кафетеріях, намагаючись отруїти персонал Радіо Вільна Європа під час холодної війни.

### Діарея, спричиненаіринотеканом
Було виявлено, що атропін запобігає або лікує гостру діарею, спричинену іринотеканом. 

## Побічні ефекти
Побічні реакції на атропін включають фібриляцію шлуночків, суправентрикулярну або шлуночкову тахікардію, запаморочення, нудоту, затуманення зору, втрату рівноваги, розширення зіниць, світлобоязнь, сухість у роті та потенційно сильну сплутаність свідомості, деліріантні галюцинації та збудження, особливо серед людей похилого віку. Ці ефекти пов’язані з тим, що атропін здатний долати гематоенцефалічний бар’єр. Через галюциногенні властивості деякі вживали наркотик у рекреаційних цілях, хоча це потенційно небезпечно та часто неприємно.[потрібна цитата]
У разі передозування атропін є отруйним.[потрібна цитата] Атропін іноді додають до препаратів, що потенційно викликають залежність, зокрема до опіоїдних препаратів проти діареї, таких як дифеноксилат або дифеноксин, де ефекти атропіну, що знижують секрецію, також можуть сприяти ефекту проти діареї.[потрібна цитата]
Хоча атропін лікує брадикардію (уповільнення серцевого ритму) у надзвичайних ситуаціях, він може спричинити парадоксальне уповільнення серцевого ритму при введенні в дуже низьких дозах (тобто < 0,5 мг), імовірно в результаті центральної дії на ЦНС. Один із запропонованих механізмів ефекту парадоксальної брадикардії атропіну при низьких дозах включає блокаду інгібіторних пресинаптичних мускаринових ауторецепторів, таким чином блокуючи систему, яка пригнічує парасимпатичну відповідь.
Атропін призводить до непрацездатності в дозах від 10 до 20 мг на людину. Його LD50 оцінюється в 453 мг на людину (перорально) з нахилом пробіту 1,8. Антидотом атропіну є фізостигмін або пілокарпін.[потрібна цитата]
Загальна мнемоніка, яка використовується для опису фізіологічних проявів передозування атропіну: «гарячий, як заєць, сліпий, як кажан, сухий, як кістка, червоний, як буряк, і божевільний, як капелюшник». Ці асоціації відображають специфічні зміни теплої, сухої шкіри через зменшення потовиділення, розмитість зору, зменшення сльозотечі, розширення судин і вплив центральної нервової системи на мускаринові рецептори типу 4 і 5. Цей набір симптомів відомий як антихолінергічний токсидром і може також можуть бути викликані іншими препаратами з антихолінергічним ефектом, такими як гідробромід гіосцину (скополамін), дифенгідрамін, фенотіазинові антипсихотики та бензтропін.

## Протипоказання
Зазвичай атропін протипоказаний людям з глаукомою, пілоростенозом або доброякісною гіперплазією передміхурової залози, за винятком доз, які зазвичай використовуються для преанестезії.

## Виявлення
1. За фізико-хемічними константами: ІЧ-спектроскопія і оптичне обертання.
2. При дії на краплю досліджуваного розчину атропіну каплею насиченого розчину бромної води миттєво виділяються жовті й червоно-бурі кристали рисоподібної та голчастої форми розміром 0,04–0,01 мм.[21]

3. Реакція Віталі-Морена — на тропову кислоту. Реакція є неспецифічною.
4. Субстанція дає реакцію на сульфати.
5. Субстанція дає загальну реакцію на алкалоїди — реакція із розчином йодвісмутату калію у кислому середовищі; утворюється помаранчево-червоний осад.
6. Утворення бензальдегіду (запах гіркого мигдалю) при нагріванні атропіну з сульфатною концентрованою кислотою у присутності кристалика дихромату калію.

## Клінічне значення

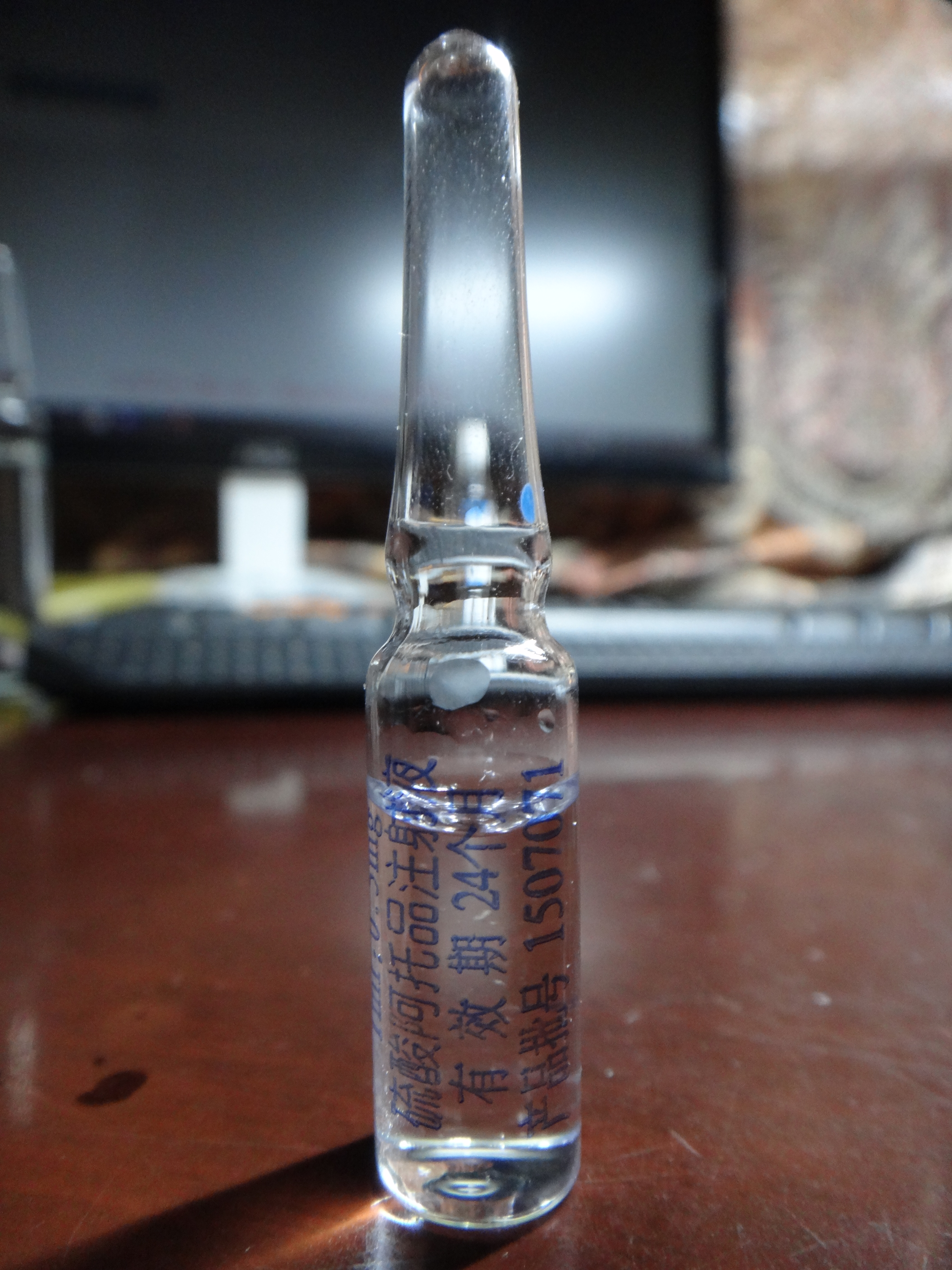
Ампула 1 мл, що містить атропін 0,5 мг

У медичній практиці застосовують сульфат атропіну (Atropini sulfas). Застосовується при виразковій та жовчнокам'яній хворобі, коліках, бронхіальній астмі з метою зняття спазму; в очній практиці — для розширення зіниць і тимчасового позбавлення ока здатності до акомодації, в хірургії та анестезіології — для премедикації.
При отруєнні атропіном застосовують ацеклідин (2 мл 0,2 % розчину підшкірно), гідрохлорид пілокарпіна (0,2-0,25 мг/кг 1 % розчину підшкірно) не застосовують через його високу токсичність[джерело?]. При отруєнні фосфорорганічними сполуками, мускарином застосовують сульфат атропіну (0,5-1 мг 0,1 % розчину внутрішньовенно до отримання ефекту).